# Фрегат (острів)
Фрегат або Фригіт (фр. Île de Frégate) — гранітний острів в Індійському океані, у складі Внутрішніх Сейшельських островів. Острів належить німецькому промисловцю Отто Гаппелю (нім. Otto Happel).

## Історія
Назву острову дав моряк Лазар Піко (фр. Lazare Picault), через величезну кількість фрегатів, що жили на острові. На Фрегаті було знайдено руїни невідомого походження, олов'яний водогін та три поховання з чого можна припустити, що острів слугував притулком для місцевих піратів чи арабських моряків. У 1802 році Фрегат був місцем заслання якобінців, яких звинуватили у заколоті проти Наполеона, проте пізніше їх перевезли на острів Анжуан з Коморських островів. У XIX столітті на острові знаходили старовинні речі — золоті пасок і хрест, іспанські золоті монети, що робить острів одним з небагатьох цікавих для археологів місць у Сейшельському архіпелазі.

## Географія
Острів Фрегат є найсхіднішим гранітним островом Сейшельського архіпелагу. Він розташований за 55 км на схід від острова Мае і на південний схід від острова Праслен. Довжина острова — 2,3 км, ширина — 1,2 км. Найвища точка острова — гора Сигнале (125 м) у західній частині острова. За 300 метрів на північний схід від неї протікає річка Бамбоус, русло якої пролягає у місцевостях Грос-Буа Нуар (Gros Bois Noire) та Плейн Магнан (Plaine Magnan) у північній частині острова, потім робить різкий поворот на північний схід та впадає в океан поблизу місцевого аеропорту.
На північному березі розташовані пляжі (з заходу на схід) Анс-Вікторін, Анс-Макеро та Анс-Бамбу. На західному березі знаходиться пляж Ла Кур та гавань, на південному — пляжі Анс-Пар, Анс-Феліс, Анс Ку-де-Пуа та Гран-Анс.

## Природа
Флора острова представлена Calophyllum inophyllum, горіхом кеш'ю та індійським мигдалевим деревом. З тварин тут мешкають ендемічний шама-дрізд (лат. Copsychus sechellarum), гігантські черепахи (лат. Megalochelys gigantea) та чорнотілі жуки.
Люди, які прибули на острів у XVII столітті, завезли котів, собак, щурів, тарганів та кокосові дерева. Ці види істотно загрожують місцевій флорі та фауні, тому в останні 10 років вживаються заходи щодо відшкодування збитків, завданих людиною природі. На Фрегаті створено найбільший на Сейшелах розсадник дерев.

## Інфраструктура
На острові є аеропорт (IATA: FRK, ICAO: FSSF), єдина ґрунтова злітно-посадкова смуга якого завдовжки 502 метри. На південному сході знаходиться плантація, де вирощуються овочі та фрукти. У 1995 році на острові було зведено готель, що складається з 16 окремих вілл, де можуть одночасно проживати максимум 40 осіб. Для потреб туристів влаштовано 2 ресторани, спа-центр, яхт-клуб, невелику бібліотеку, католицьку каплицю та музей.
Доріг та автотранспорту на острові немає, пересуватися можна лише пішки чи на велосипеді.

## Цікаві факти
Журнал The Times визнав пляж Анс-Вікторін на острові найкращим у світі.